# Papa Silverio
Silverio (Frosinone, 480 circa – Ponza, 2 dicembre 537) è stato il 58º vescovo di Roma e Papa della Chiesa cattolica, che lo venera come santo. Fu papa dal 536 all'11 marzo 537, quando fu deposto.
Alcuni storici posticipano la fine del suo pontificato all'11 novembre dello stesso anno, quando fu indotto ad abdicare ufficialmente in favore di Vigilio. È stato il terzo papa a rinunciare all'ufficio di romano pontefice nella storia, dopo Clemente I e Ponziano.

## Biografia
Nacque presumibilmente a Frosinone, stando ad alcune, per la verità scarse, fonti del XIX secolo,, nei pressi della località un tempo chiamata "Campo troiano" al confine con la città di Ceccano, ma esistono vari dubbi sull'effettivo luogo di nascita.
Figlio legittimo di papa Ormisda( papa Ormisda diventò sacerdote dopo la morte della moglie e dopo che il figlio raggiunse l'età adulta) entrò al servizio della Chiesa quale suddiacono di Campania quando papa Agapito I morì a Costantinopoli, il 22 aprile 536. Sebbene l'imperatrice Teodora, che parteggiava per i monofisiti, avesse cercato di favorire l'elezione del diacono romano Vigilio, che aveva fornito adeguate garanzie sulla questione monofisita, Silverio, riferisce il Liber Pontificalis, acquistò la carica pontificia da Teodato, re degli Ostrogoti, generando malumore tra gli ecclesiastici a causa del basso rango che occupava tra le gerarchie del clero prima dell'elezione; era infatti la prima volta che un suddiacono veniva eletto papa. Nonostante il malcontento, la scelta di Silverio era certamente più accettabile di quella del candidato di Bisanzio, e di conseguenza, come riportava l'autore della prima parte della vita di Silverio nel Liber pontificalis, il clero fu costretto ad accettarla, anche perché l'opposizione fu sedata da Teodato. Silverio fu consacrato vescovo probabilmente l'8 giugno 536. Immediatamente dopo giunse l'approvazione scritta di tutti i presbiteri di Roma alla sua elevazione al Soglio Pontificio.
Il pontificato di Silverio si svolse in un periodo di disordini, ed egli stesso cadde vittima degli intrighi della Corte bizantina; le vicende del suo pontificato sono infatti strettamente legate alle vicende politico-militari del momento.
L'imperatore Giustiniano aveva stretto relazioni amichevoli con Amalasunta, moglie cattolica del re goto ariano Teodato, e con lei aveva avviato trattative per la cessione dell'Italia all'Impero. Le tendenze filo-bizantine di Amalasunta erano però osteggiate da parte dei Goti e nel 535 Teodato, messosi d'accordo con la frangia anti-bizantina dei Goti, organizzò un colpo di Stato con cui rovesciò ed esiliò Amalasunta in un'isola del Lago di Bolsena dove ben presto venne strangolata per ordine dello stesso Teodato. Giustiniano colse il pretesto per dichiarare guerra ai Goti e inviò il generale Belisario che aveva appena terminato la riconquista dell'Africa dall'occupazione dei Vandali. Teodato fu destituito e assassinato, e il successore Vitige, che salì al trono nel mese di agosto 536, in seguito all'avanzata di Belisario ritenne opportuno abbandonare Roma e rifugiarsi a Ravenna.
Silverio consigliò il Senato a non opporsi ai Bizantini e, anzi, invitò Belisario ad entrare in città, dove il generale fece il suo ingresso il 10 dicembre 536. Ma a marzo del 537 Vitige tornò e mise la città sotto assedio, sottoponendola a privazioni e carestia per un anno. Le chiese costruite sulle catacombe fuori dalle mura cittadine furono devastate e le stesse tombe dei martiri nelle catacombe furono aperte e dissacrate.
Nel frattempo l'imperatrice Teodora combatteva la sua battaglia personale contro Silverio, cercando di convincerlo ad ammorbidire le sue posizioni antimonofisite. Sperava, in particolare, di far rieleggere il Patriarca monofisita di Costantinopoli, Antimo, che era stato scomunicato e deposto da papa Agapito I. Tuttavia il papa non si dimostrò disponibile ad alcun accomodamento in tal senso, e Teodora decise di agire servendosi del diacono romano Vigilio, ex apocrisario a Bisanzio e già designato come successore da papa Bonifacio II. Vigilio, di pochi scrupoli, era propenso ad assecondare i piani dell'imperatrice, che si era impegnata a metterlo sul trono papale al posto di Silverio, ma Teodora aveva bisogno di utilizzare Belisario per realizzare il suo piano di deporre Silverio, e, più in particolare, di Antonina, moglie del generale e già sua dama di compagnia.
Tramite una lettera contraffatta il papa venne accusato di essersi accordato con il re goto che stava assediando Roma. Si affermava che Silverio avrebbe offerto al re di lasciare segretamente aperta una delle porte della città in modo da consentire l'ingresso dei goti e liberare Roma dai bizantini. Convocato l'11 marzo 537 da Belisario per discolparsi, il papa non riuscì a confutare le accuse di Vigilio e Antonina, quindi fu arrestato, spogliato del suo abito episcopale, vestito con una tonaca da monaco e spedito in esilio a Patara, in Licia. Un suddiacono annunciò al popolo che Silverio non era più papa. Il 29 dello stesso mese, su imposizione di Belisario, Vigilio fu consacrato vescovo di Roma al suo posto.
Il vescovo di Patara scoprì molto presto che il papa esiliato non era colpevole delle accuse formulate, e portò a Giustiniano tali prove dell'innocenza dell'esule che l'imperatore ordinò a Belisario di istruire una nuova inchiesta. Se fosse risultato che la lettera riguardante il presunto complotto a favore dei goti era contraffatta, Silverio sarebbe dovuto tornare in possesso della sede papale. Contemporaneamente fu consentito a Silverio di tornare in Italia, ma Belisario, tuttora assediato da Vitige e sotto la pressione di Antonina e Vigilio (a loro volta manovrati da Teodora), si oppose al rientro a Roma e lo spedì, in stato di prigionia, nell'isola disabitata di Palmaria (arcipelago pontino), oggi Palmarola, una delle isole dell'arcipelago pontino.
Lì, l'11 novembre, Silverio fu probabilmente costretto ad abdicare firmando un documento in cui rinunciava al ministero di vescovo di Roma in favore di Vigilio. E sempre nella prigionia di Palmaria il 2 dicembre dello stesso anno morì a causa delle dure privazioni e del trattamento subito.
Secondo il Liber Pontificalis fu sepolto il 20 giugno sull'isola, che i suoi resti mortali non hanno mai lasciato.
Il Papa è presente come personaggio anche nel poema epico L'Italia liberata dai Goti di Trissino, dove viene raccontata la vicenda della sua deposizione.

## Culto

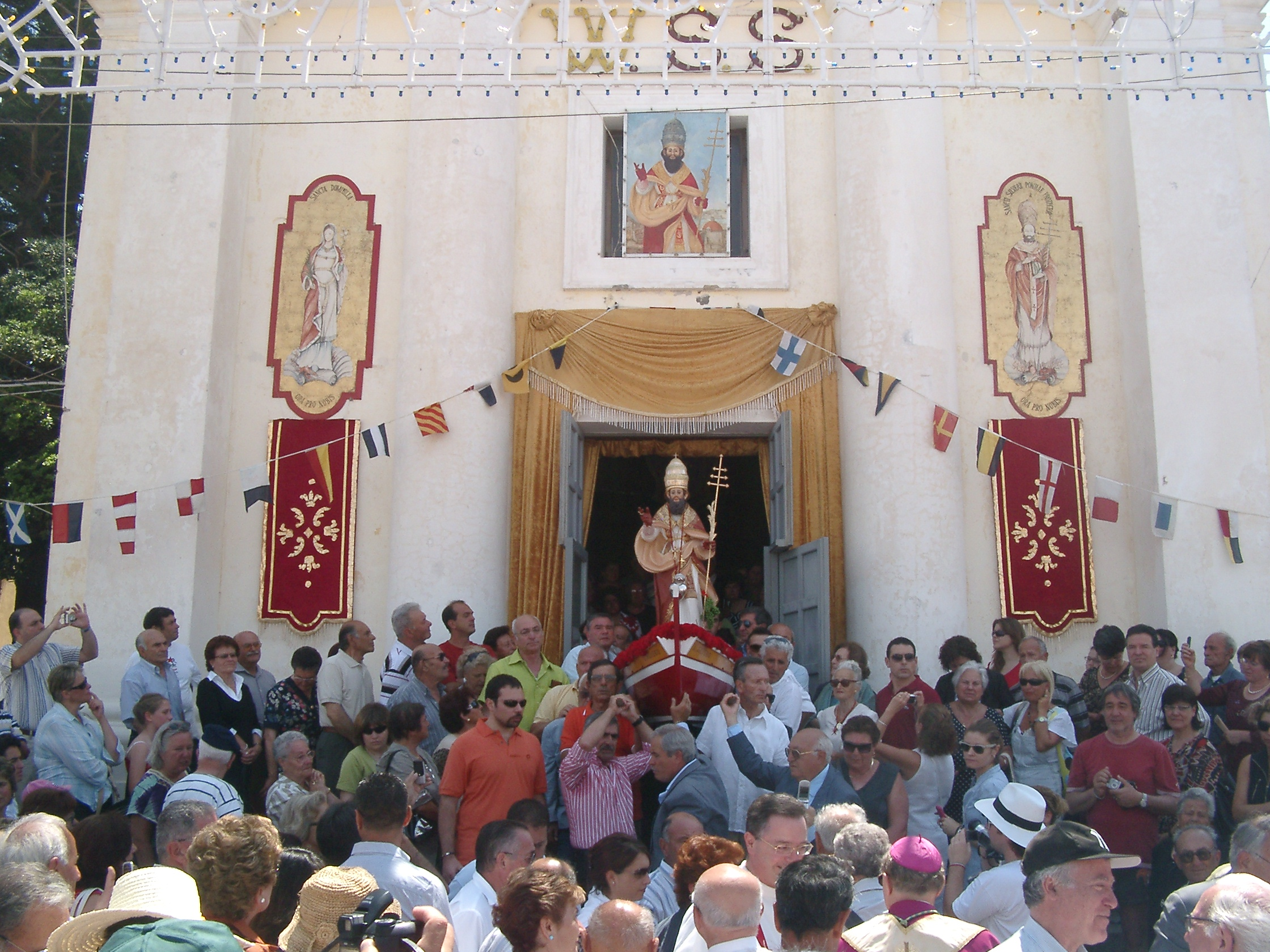
La festa di San Silverio a Ponza

Secondo il Liber Pontificalis, dopo la sua morte i fedeli che visitavano la sua tomba già lo invocavano. La prima prova di venerazione si trova in un elenco dei santi dell'XI secolo. Anche il Martyrologium di Petrus de Natalibus del XIV secolo contemplava la sua festa.
Nella Chiesa cattolica la sua memoria liturgica ricorre il 2 dicembre.
Dal Martirologio Romano (ed. 2005):
Silverio è molto venerato sull'isola di Ponza, di cui è il santo patrono. La sua ricorrenza si celebra il 20 giugno, data in cui il santo viene portato in processione su una portantina a forma di barca da pesca, completamente rivestita di garofani rossi, mentre l'isola si veste a festa per tre giorni con fuochi artificiali, giochi e musica.
Silverio è anche patrono, insieme ad Ormisda, di Frosinone; è, inoltre, venerato compatrono della città di Scerni in provincia di Chieti.
È da segnalare come San Silverio non sia patrono della città di Ceccano, né sia ivi stato mai venerato, e ciò in singolare crasi con quanti sostengono che Ceccano gli abbia dato i natali.

## Controversie sul luogo di nascita
Alcune fonti storiche, peraltro tutte successive al XIV secolo, indicano infatti Ceccano come città natale di papa Silverio, come confermano sia lo storico Michelangelo Sindici che il letterato Nicola Sindici (entrambi cittadini ceccanesi) nelle “Memorie Storiche di Ceccano”.
Nel preambolo dello Statuto Comunale di quella città, risalente al Medioevo e poi confermato dal principe Marcantonio IV Colonna all'inizio del XVII secolo, uno dei principali titoli di onore della città era riservato alla tradizione diretta secondo cui Ceccano aveva dato i natali a papa Silverio.
Leonardo Bruni, detto Leonardo Aretino, celebre letterato e Segretario delle Lettere Latine di tre Papi, nella sua storia di san Silverio scrisse: 
Nell'opera “Sulli Monumenti dello Stato Pontificio” di Giuseppe Marrocco, si cita: 
Cesare Baronio, nei suoi Annali, al Tomo VII, parla di sant'Ormisda come pontefice e nativo di Frosinone. Ma non cita assolutamente san Silverio come frusinate.
Anche un codice manoscritto rinvenuto nel 2003 nell'Archivio Segreto Vaticano confermerebbe la nascita di San Silverio a Ceccano.
Sempre a Ceccano, nella Sala del Sindaco, si conserva una pergamena, risalente a un antico dipinto che si conservava nella chiesetta della Madonna de Loco (Sant'Antonio di Padova) in cui si vedeva la Vergine con il Bambino Gesù e san Silverio in abiti pontificali, che recita: